# Système Tri-Service de désignation des appareils militaires américains (1962)

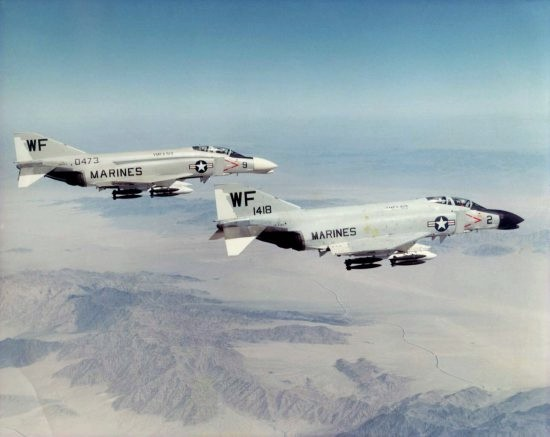
Avant l'introduction du système de désignation tri-service, le F-4 Phantom II était désigné F4H par l'US Navy (et l'USMC) et F-110 (Spectre) par l'US Air Force.

Le système Tri-Service de désignation des appareils militaires américains est un système de nomenclature introduit le 18 septembre 1962 par le département de la Défense des États-Unis pour la désignation de tous les avions militaires conçu ou évoluant sur son territoire. Avant sa mise en place, les cinq composantes des Forces armées des États-Unis utilisaient des systèmes de nomenclature distincts. 
En vertu du système de désignation tri-service, presque tous les aéronefs reçoivent une désignation unifiée, qu'ils soient exploités par l'United States Air Force, par l'United States Navy, par le United States Marine Corps, par l'United States Army, ou par l'United States Coast Guard. En outre, les aéronefs expérimentaux exploités par des compagnies privées ou par la NASA se voient souvent attribuer eux aussi une désignation du système tri-service (série X).
Ce système est basé sur celui utilisé par l'USAF entre 1948 et 1962, lui-même inspiré du système USAAS/USAAC/USAAF utilisé de 1924 à 1948 et basé sur la trilogie "Type, Modèle, Version". Après sa parution initiale en 1962, il a reçu plusieurs modifications.

## Système de désignation
Le système produit une désignation Mission-Numéro-Version (Mission-Design-Series ou MDS en anglais) de la forme :
(Préfixe de statut)(Mission modifiée)(Mission première)(Type de véhicule)-(Numéro)(Lettre de version)
Parmi ces éléments, seuls la Mission première, le Numéro et la Lettre de version sont obligatoires pour les avions. Pour les autres aéronefs (hélicoptères, planeurs, drones, etc.), un Type de Véhicule doit être ajouté. L'US Air Force évoque ce système de désignation par les lettres "SDM", tandis que la Navy et le Marine Corps le nomme Type/Model/Series (T/M/S).

### Préfixe de statut
Ce préfixe facultatif est donné aux aéronefs utilisés hors du cadre opérationnel. Cela inclut notamment la recherche, les tests et le développement.
- G : Définitivement cloué au sol
- J : Test particulier temporaire
- N : Test particulier permanent
- X : Expérimental
- Y : Prototype
- Z : Planification

Un test particulier temporaire signifie que l'avion doit être rendu au cadre opérationnel à l'issue des tests, ce qui n'est pas le cas des avions d'essai, qui demeurent en test spécial permanent. Le code Planification n'est plus utilisé, mais était destinée à désigner des avions qui n'existaient que sur le papier. Par exemple, en utilisant ce système, un avion tel que le F-13 pourrait avoir d'abord été désigné comme ZF-13 au cours de la phase de conception, éventuellement XF-13 si un essai expérimental a été nécessaire avant la construction d'un prototype, qui serait nommé YF-13 ; le dernier modèle de production serait tout simplement désigné F-13 (la première variante de production serait F-13A). En reprenant l'exemple, quelques F-13s au cours de leur durée de vie pourraient avoir été utilisés pour tester des modifications ou dans le cadre de recherches de nouvelles conceptions et auraient été désignés JF-13 ou NF-13 ; enfin, après de nombreuses années de service, l'avion serait définitivement cloué au sol pour des raisons de sécurité ou des raisons économiques et serait désigné par GF-13.

### Mission modifiée
Les avions modifiés pendant ou après leur fabrication dans le but d'assurer une mission différente de celle affectée au modèle d'origine se voient attribuer un code de mission modifiée.
- A : Attaque (air-sol)
- C : Transport (fret)
- D : Commande de drones
- E : Mission électronique particulière
- F : Chasseur
- H : Recherche et sauvetage, évacuation médicale
- K : Ravitailleur
- L : Équipé pour opérer à basse température
- M : Transport de missiles (1962–1972), Lutte anti-mines (1973-1976), Polyvalent (à partir de 1977)
- O : Observation
- P : Patrouille maritime
- Q : Drone
- R  : Reconnaissance
- S : Lutte anti-sous-marine
- T : Entraînement
- U : Utilitaire
- V : Transport de personnel
- W : Reconnaissance météorologique

Les codes Polyvalent (M) et Utilitaire (U) peuvent sembler redondants, mais ils sont appliqués dans des cas bien différents. Les avions de code M effectuent des missions de combat, d'opérations spéciales, ou de guerre électronique (par exemple, MC-12), tandis que les avions de code U effectuent des missions de soutien au combat, telles que le transport (par exemple, UH-60). La grande majorité des aéronefs de la Garde côtière américaine comportent le code H (par exemple, HH-60 Jayhawk ou HC-130 Hercules).

### Mission première
Tous les avions doivent se voir affecter un code de mission première. Toutefois, il arrive que le code de la mission première soit remplacé par un code de mission modifiée lorsque cela est plus approprié (exemple : M pour le MH-53J Pave Low III).
- A : Avion d'attaque au sol (pour mission tactique air-surface)
- B : Bombardier (pour mission stratégique air-sol)
- C : Transport (fret)
- E : Guerre électronique
- F : Chasseur
- K : Ravitailleur (abandonné entre 1977 et 1985)
- L : Équipé d'un laser
- O : Observation (Forward Air Control)
- P : Patrouille maritime
- R : Reconnaissance
- S : Lutte anti-sous-marine
- T : Avion d'entraînement
- U : Utilitaire
- X : Expérimentations

L'avènement des chasseurs multirôle dans les décennies suivant l'introduction du système a créé une certaine confusion entre les rôles d'attaque au sol et de chasse. Selon le système actuel de désignation, un avion d'attaque (A) est conçu principalement pour des missions air-sol (aussi nommées missions d'« attaque »), tandis que la catégorie F intègre non seulement des avions conçus principalement pour le combat air-air mais aussi des avions polyvalents conçus également pour des missions d'attaque. L'US Air Force a été jusqu'à attribuer la désignation F à des bombardiers, tels que les F-111 Aardvark et F-117 Nighthawk. 
Le seul avion actuellement désigné A dans l'US Air Force est le A-10 Thunderbolt II. Le dernier avion de première ligne désigné A dans l'US Navy et dans l'USMC a été le A-6 Intruder ; le seul aéronef à voilure fixe strictement désigné A restant est le A-29 Super Tucano loué en vertu du programme Imminent Fury.
De ces séries de code, aucun avion normal ne s'est vu assigner un code de mission de base K ou R en conformité avec le système.

### Type de véhicule
Ce code est utilisé pour désigner le type de l'appareil. Les aéronefs qui ne sont pas dans l'une des catégories suivantes (soit la plupart des aéronefs à voilure fixe) ne sont pas tenus de porter un code de type.
- D : Organe de commande/contrôle de drone
- G : Planeur
- H : Hélicoptère
- Q : drone
- S : Avion spatial
- V : ADAV, ADAC
- Z : Aérostat

Un organe de commande/contrôle de drone n'est pas un avion. C'est l'équipement de contrôle au sol utilisé pour piloter un drone. Le récent projet spatial MS-1A est le premier à recevoir le code de type S.

### Numéro
D'après le système de désignation, les aéronefs partageant le même type, ou la même mission primaire (pour les appareils habités, à voilure fixe, et à propulsion seulement), doivent être numérotés consécutivement. En outre, afin d'éviter toute confusion, les numéros déjà utilisés ne pouvaient pas être affectés à d'autres séquences de lettres, ni se conformer aux numéros de modèle des fabricants. Récemment, cette règle a été ignorée. On a ainsi vu des avions recevoir un numéro correspondant au numéro de modèle (par ex., KC-767A). D'autres ont conservé le même numéro lorsqu'ils ont basculé d'une mission première à une autre (par exemple, le X-35 est devenu le F-35).

### Lettre de version
Les différentes versions d'un modèle d'aéronef doivent être désignées à l'aide d'une seule lettre suffixe commençant par "A" et augmentant de façon séquentielle (en ignorant les "I" et "O" pour éviter toute confusion avec les chiffres "1" et "0"). Toutefois, l'adoption d'une nouvelle lettre de version ne correspond à aucun nombre, ni à aucun type de modifications précises. Ainsi, la production des F-16C a varié largement au cours du temps. La modification d'un aéronef pour effectuer une nouvelle mission n'entraîne pas nécessairement un nouveau suffixe (par exemple, les F-111Cs modifiés pour la reconnaissance sont désignés RF-111C), mais, souvent, une nouvelle lettre est affectée (par exemple, les UH-60As modifiés pour des missions de Recherche et Sauvetage sont désignés HH-60G).

## Transgressions du système de désignation
Certains appareils conçus après 1962 portent un nom qui déroge aux règles de désignation établies.

### Désignations hors système ou aberrantes
Les transgressions les plus courantes concernent le numéro. Certains aéronefs portent par exemple un numéro issu d'une autre série, plutôt que le numéro disponible suivant (F-117, KC-767, SR-71). Une autre transgression courante consiste à changer l'ordre des lettres ou à utiliser un nouvel acronyme à base de lettres (par exemple, SR) plutôt que celles existantes. Bien qu'exotiques, ces désignations n'en demeurent pas moins officielles, dans la mesure où elles ont été validées par le DOD, qui détient seul l'autorité concernant la désignation définitive des appareils.
- RC-7B

Désignation en conflit avec C-7 Caribou n'ayant pas de rapport, rebaptisé EO-5C en août 2004.
- F/A-18 Hornet, ainsi que les éphémères F/A-16 et F/A-22.

À l'origine, la Marine avait prévu d'avoir deux variantes du Hornet : le chasseur F-18 et l'avion léger d'attaque A-18. Au cours du développement, "F/A-18" a été utilisé comme une abréviation pour désigner les deux variantes. Lorsque la Marine a décidé de développer un seul avion capable de réaliser les deux missions, l'appelation "F/A" est restée. AF-18 ou FA-18 serait conforme.
- F-35 Lightning II

Le F est attendu, mais le numéro de série 35 est basé sur sa désignation X-35, plutôt que le numéro suivant de la catégorie F (24).
- FB-111 Aardvark

BF-111, ou un nombre nettement inférieur dans la série des bombardiers aurait été plus convenable mais le nombre 111 a été conservé pour assurer la continuité avec la désignation "F-111" issue de la série pré-1962.
- F-117 Nighthawk

Désigné dans la continuité de la série pré-1962 et ensuite utilisé pour identifier les aéronefs étrangers acquis par le gouvernement, par exemple, YF-113 a été un MiG-23.
- SR-71

La désignation SR-71 est une continuation de la série de bombardiers pré-1962 qui a pris fin avec le XB-70 Valkyrie. Au cours de la dernière période de sa mise à l'épreuve, le B-70 a été proposée pour le rôle de reconnaissance/frappe, avec la désignation RS-70. L'USAF a plutôt décidé de continuer avec une version RS-71 du Lockheed A-12. Le Chef d'état-major de l'USAF d'alors Curtis LeMay préférait la désignation SR (Reconnaissance Stratégique) et voulait que les avions de reconnaissance soient nommés SR-71. Avant que le BlackBird ne soit annoncé par le Président Johnson, le 29 février 1964, LeMay a exercé des pressions pour modifier le discours de Johnson pour y inscrire SR-71 au lieu de RS-71. Les transcriptions donnéesà la presse à l'époque portaient encore la mention RS-71, créant le mythe que le président avait mal lu la désignation de l'avion.
- TR-1

Utilise sa propre lettre de mission modifiée (T pour Tactique) avec la lettre de mission de base R pour Reconnaissance. Plus tard rebaptisé U-2R après la fin de la guerre froide en 1991.
- KC-767

A sauté des centaines de numéros de la série C- pour utiliser le numéro de modèle de Boeing. Il est conforme pour ce qui est des lettres de mission de base et modifiée. Il est uniquement utilisé pour les avions vendus à des forces aériennes étrangères. L'armée de l'Air américaine a commandé l'avion-citerne KC-46 basé sur le Boeing 767, qui est la désignation à la suite de "KC-45", affecté à la candidature de l'Airbus A330, qui lui-même sauté les numéros 42 à 44.

### Numéros ignorés
Certains numéros, affectés à des projets avortés, ont été sautés. Quant au numéro "13", il est régulièrement évité pour cause de superstition.
Le tableau suivant répertorie les numéros de conception du système de 1962 qui ont été ignorés.
| Mission ou d'un Véhicule de Série | Numéros manquants            | Numéro disponible suivant |
| --------------------------------- | ---------------------------- | ------------------------- |
| A                                 | 8, 11, 14 à 28               | 29                        |
| B                                 | 3-20                         | 22                        |
| C                                 | 16, 30, 34, 36, 39, 42-44    | 47                        |
| D (Sol)                           | 5                            |                           |
| E                                 | 7                            | 12                        |
| F                                 | 19, 24-34                    | 36                        |
| G                                 | 17                           |                           |
| H                                 | 42, 49, 69, 73-91            | 93                        |
| K                                 | n/a (K, série a été annulée) |                           |
| L                                 | 2                            |                           |
| O                                 | 6                            |                           |
| P                                 | 1, 6                         | 9                         |
| Q                                 | 13                           | 27                        |
| R                                 | 2                            |                           |
| S (ASW)                           | 1                            | 4                         |
| S (Spaceplane)                    | 2                            |                           |
| T                                 | 4, 5, 50                     | 54                        |
| U                                 | 12, 14, 15                   | 29                        |
| V                                 | 14, 17, 19, 21               | 24                        |
| X                                 | 23, 39, 52*                  | 57                        |
| Z                                 | 5                            |                           |

*: Les désignations X-23 et X-39 existent, mais n'ont jamais été officiellement attribuées. X-52 a été ignoré pour éviter la confusion avec le B-52 Stratofortress.

## Codes de fabricant
À partir de 1939, un code de fabricant a été ajouté à la désignation afin d'identifier facilement le fabricant et l'usine de production. Le code comporte deux lettres par exemple F-15E-50-MC, MC étant le code du McDonnell Douglas, une usine située à Saint-Louis, dans le Missouri.

## Numéro de bloc
Depuis 1941, un numéro de bloc a été ajouté à la désignation de certains appareils pour en identifier les différentes variations d'équipements. Le numéro de bloc apparaît dans la désignation entre le suffixe du modèle et le code fabricant (par exemple F-100D-85-NH). À l'origine, ces numéros étaient incrémentés en suivant l'ordre numérique (1, 2, 3, 4…), mais ils sont désormais incrémentés de cinq en cinq (1, 5, 10, 15…). Les lacunes ainsi créées peuvent être utilisées pour désigner des modifications post-livraison. Par exemple, un F-100D-85-NH pourrait être modifié sur le terrain en F-100D-86-NH.